# Капсулотомија
Капсулотомија хируршка је процедура која се користи за лечење замућења (опацификације) калцијумом задње капсуле сочива (које носи назив секундарна катаракта), а настаје као  компликације узроковане операцијом уклањања замућеног очног сочива (или операцијом катаракте).  
То је једна од напреднијих техника заснованих на ласеру која се користи у лечењу катаракте и делује тако што уклања капсулу сочива у случају да се замути након екстракције замућеног очног сочива. Ова процедура је сигурна и једноставна и веома је ефикасна у враћању видне оштрине у првобитно стање које је било пре катаракте.

## Опште информације
Катаракта је офталмолошко стање у којем сочиво ока постаје замућено. То је прогресивно стање које се временом погоршава и доводи пацијента у опасност од потпуног губитка вида у захваћеном оку.
Стандардни третман за катаракту је хируршка екстракција замућеног сочива, која има 98% успеха и веома низак ризик од компликација. Током ове процедуре, захваћено сочиво се уклања и замењује интраокуларним сочивом (ИОЛ), а оставља  танка мембрана која окружује природно сочиво ока (капсулу сочива) у нетакнутом стању.
Иако операција има високе стопе успеха, постоји неколико случајева у којима пацијенти доживе неке компликације, од којих је најчешћа замућење капсуле сочива које може утицати на пацијентов вид, што га чини лошијим него што је био пре поступка екстракције катаракте. У таквим случајевима се препоручује капсулотомија.
Након капсулотомије, пацијенти могу очекивати да ће повратити оштрину вида и искусити побољшану контрастну осетљивост и смањен одсјај. Ове предности се могу осетити већ наредног дана након захвата, па се пацијентима саветује да се одмах консултују са својим лекаром ако не доживе побољшање вида након операције катаракте. Такође, очекује се да ће ефекти стања трајати дугорочно и пошто ласерска процедура уклања централни део капсуле сочива, ПЦО се више не може поновити. Штавише, под условом да нема других офталмолошких стања, пацијенти могу очекивати да ће повратити квалитет свог вида пре него што се њихова катаракта први пут развила.

## Начин извођења
Капсулотомија се изводи помоћу напредне ласерске технологије и траје само неколико минута. Безболан је и не изазива нелагодност током и након процедуре. Обавља се у амбулантним условима уз употребу локалних анестетика како би се осигурала удобност пацијента.
Поступак почиње тако што лекар шири оболело око користећи капи за очи. Ласерски зраци се затим користе за циљање задње капсуле и за стварање рупе у задњој облоги капсуле сочива, ефикасно уклањајући је из видног поља пацијента. Ово омогућава светлости да прође до мрежњаче. Цела процедура се може извести без додиривања самог ока.
Капсулотомија не захтева дуг период опоравка. У ствари, пацијенти се могу вратити својим нормалним активностима скоро одмах након процедуре,  или у року од неколико недеља након процедуре. Офталмолози након интервенције обично прописују антиинфламаторне капи за очи како би смањили ризик од компликација након процедуре.

## Индикације  и прогноза
Капсулотомија се препоручује пацијентима који пате од задње опацификације калцијума, као послехируршке компликације која погађа око 10% до 20% пацијената који су подвргнути примарној операцији катаракте. Стање се обично јавља месецима након поступка екстракције катаракте, изазивајући неке од симптоме као што су одсјај, двоструки вид или разлика у виду између оба ока.
Због ризика повезаних са процедуром, капсулотомија се обично прописује само пацијентима који имају озбиљне проблеме са видом који утичу на њихов рад и квалитет живота ако се након операције катаракте  јави задње опацификације калцијума.
Не спроводи се као превентивна мера јер не може спречити или смањити ризик да особа пати од задње опацификације калцијума  након операције екстракције катаракте.

## Могући ризици и компликације
Ласерске капсулотомије ома минималне ризике за пацијенте. Највећи ризик је одвајање мрежњаче  ока од задњег дела очне јабучице. Иако је ово једна од могућих компликација операције екстракције катаракте, њен ризик се повећава за 1% након ласерске капсулотомије. Овај ризик је, међутим, и даље прилично низак, јерв погађа само 2% случајева.
Остали ризици повезани са капсулотомијом укључују:
- Макуларни едем или оток центра мрежњаче
- Одвајање (аблација) мрежњач (код које се ткиво подиже са задње стране ока), што пацијент доживљава као  сиву завеса која се креће преко видног поља, или можете видети много плутајућих тела или блескова светлости.
- Едем рожњаче или оток омотача ока
- Померање интраокуларног сочива
- Оштећење интраокуларног сочива
- Крварење у предњем делу ока
- Глауком[4]